# Svatopluk I
Svatopluk I (o Sventopluk) (830?-894), inicialmente gobernador del Principado de Nitra, dirigió la revolución que derrocó a su tío Ratislav I y se convirtió en el segundo rey de Gran Moravia. Su gobierno se destacó por los numerosos conflictos con sus vecinos y por conseguir la mayor extensión territorial de su imperio.

## Ascenso al poder
Convertido en heredero del imperio y príncipe de Nitra por su tío, Ratislav I, no tardaron en surgir las diferencias.
Por otro lado, en la Francia Oriental crecían las hostilidades ante el nuevo Estado, que amenazaba con romper el vínculo de vasallaje a causa de su auge. El clero franco también mostraba resquemores ante el acercamiento entre Ratislav I y la iglesia bizantina, concretada en el envío de Cirilo y Metodio.
Ambas causas convergen en un solo punto en el año 870, cuando Svatopluk decide alzarse contra Ratislav I y consigue para ello el apoyo del monarca franco oriental, Luis el Germánico. Este decide enviar apoyo militar dirigido por su hijo, Carlomán de Baviera.
Apresado Ratislav I, fue entregado a las tropas de Carlomán de Baviera, quienes lo sometieron a torturas (perdió la vista) y le encarcelaron en un monasterio en Baviera, en el que murió ese mismo año. En cuanto a Svatopluk, asumió rápidamente el trono de Gran Moravia, pero las pretensiones francas sobrepasaron el acuerdo inicial. Svatopluk fue acusado de traición a la monarquía franca oriental, por lo que fue encarcelado en Baviera y el Estado ocupado por las tropas extranjeras.  Después de la rebelión de los moravos contra los francos, Svatopluk fue liberado y llevó a los rebeldes a la victoria contra los invasores.
Los trastornos internos degeneraron en un movimiento organizado de resistencia a la ocupación, protagonizado por el monje Slavomír, quien se proclamó rey. En un intento por calmar la euforia interna, Svatopluk fue liberado y repuesto en el trono. Secretamente aliado con Slavomír, inicia un periodo de guerras contra los francos que solo se concluirá en 884, al llegar a la paz con Luis el Germánico y Carlomán de Baviera.
El clero moravo tampoco se salvó de la influencia franca, en profundas desavenencias con la evangelización de Metodio. Este fue detenido en Suabia, donde se encontraba de visita, y condenado a cadena perpetua por el obispo de Baviera. Solo la enérgica intervención del papa logró hacer que se abrieran las puertas de su mazmorra al cabo de tres años.

## Reinado
De manera similar a su antecesor, Svatopluk asume el gobierno con el título de rey (rex probablemente). La paz de 874 no significó el fin de la amenaza franca, debido a que se suscitaron numerosos conflictos con el siguiente monarca, Arnulfo de Carintia.
Resistió numerosas invasiones de los primeros magiares y búlgaros que llegaron a la Europa central. Svatopluk es también quien consigue la mayor expansión del imperio, anexando a él las tierras habitadas por otras tribus eslavas de menor desarrollo cultural, tales como: 
- Vistulanos (sur de Polonia) en 874
- Silesia en 880
- Cuenca del Tisza en 881
- Principado de Balaton en 883
- Bohemia y Lusacia en 890.

En cuanto a su política religiosa, logra la independencia de la iglesia morava al crear el papa el arzobispado de Moravia y el obispado de Nitra. Por otro lado, el monarca deseaba imitar los estilos de la aristocracia europea de la época, por lo que privilegia el uso del latín, aunque este sea un idioma minoritario en sus territorios.
Finalmente, cabe destacar su buena relación con el pontífice romano, el cual siempre se relacionó con él mediante el título de "dilectus filius", reservado hasta ese entonces a los emperadores francos y bizantinos.

## Leyendas en torno a Svatopluk
La leyenda más famosa de Svatopluk I aparece citada por primera vez por el emperador bizantino, Constantino VII, en el siglo X. Esta relata que en su lecho de muerte el monarca mandó a llamar a sus tres hijos. Cogió una rama para cada uno, se las dio y les solicitó romperla. Luego tomó las tres ramas, las unió y les solicitó romperlas. Siendo tarea más difícil romper cada uno solo las tres ramas juntas, el monarca les dijo que probasen los tres juntos, con lo que pudieron romperlas.
Luego el monarca les explicó la razón de su petición: que sólo la fuerza de un reino unido y el trabajo conjunto conduce al orden y la prosperidad. Con esto el monarca se refería directamente a la fragilidad del reino dividido entre ellos y la fortaleza que podría tener si lo mantuviesen unido.
A pesar de las advertencias de su padre, el reino se dividió a su muerte en 894. Históricamente, las crónicas francas solo señalan la existencia de dos hijos, Mojmír II y Svatopluk II, quienes se repartieron el reino. El primero ostentó el título de rey y el segundo el de príncipe de Nitra.